# 白界镇
白界镇，是中华人民共和国陕西省榆林市横山区下辖的一个乡镇级行政单位。
2015年，陕西省民政厅批复同意撤销白界乡，设立白界镇。

## 行政区划
白界镇下辖以下地区：
白界村、畔家河村、刘家沟村、党庄村、田寺村、赵石窑村、郭石畔村、陈家沟村、新开沟村、杨官海则村、草海则村、苏庄则村、土地海则村、羊圈梁村、胡石窑村、孙家湾村、黑河则村、黑峁墩村、杨沟村、方河村、柳沟村、平邑堡村、马扎梁村和望夏村。